# A Skylit Drive

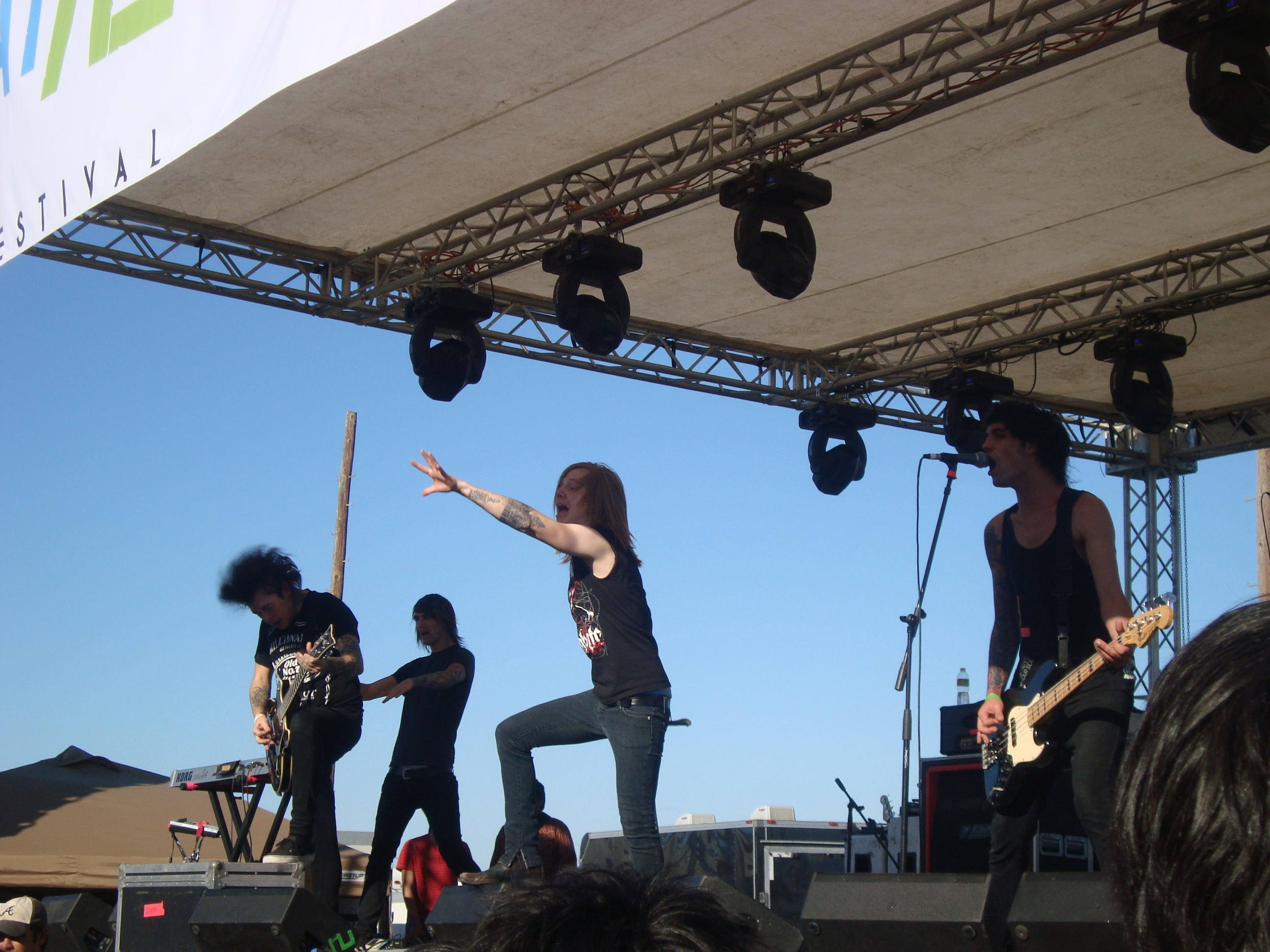
A Skylit Drive (live in Texas)

A Skylit Drive is een Amerikaanse post-hardcore band uit Lodi (Californië).

## Biografie
De band is ontstaan toen, Kyle, Nick, Brian en Joey nog op de highschool zaten. Ze nodigden Jordan en Cory uit en begin 2007 was hun eerste wapenfeit, She Watched The Sky een feit. Na problemen met de stem van Jordan en nadat hij had besloten met een ander project door te gaan kwam A Skylit Drive op Michael Jag Jagmin uit. In mei 2008 kwam hun tweede album genaamd Wires.. (And The Concept Of Breathing) uit. Ondertussen waren de heren al op tournee geweest met bands zoals Four Letter Lie, Blessthefall, Scary Kids Scaring Kids, Greeley Estates, The Blackout, Alesana, Before Their Eyes, Dance Gavin Dance, Pierce The Veil en From First To Last.
Beide albums zijn uitgebracht op Tragic Hero Records.

## Bezetting
- Michael “Jag” Jagmin - Zang
- Cory LaQuay - Drums, zang
- Kyle Simmons - Keyboard
- Nick Miller - Gitaar
- Brian White - Basgitaar, zang
- Joey Wilson - Gitaar

## Discografie

### Albums
- She Watched The Sky (2007)
- Wires.. (And The Concept Of Breathing) (2008)
- Adelphia (2009)
- Identity On Fire (2011)